# Râul Elba
Elba (în germană Elbe, în cehă Labe) este un fluviu cu o lungime de 1.091 km, situat în Cehia  și Germania. El își are izvorul în Munții Karkonosze lângă localitatea Špindlerův Mlýn din Cehia, traversează Cehia și Germania și se varsă la Cuxhaven în Marea Nordului. Afluenții săi mai importanți sunt Vltava, Spree, Saale și Müritz. Pe traseul cursului superior traversează Mittelgebirge urmat de Câmpia Germano-Poloneză.

## Etimologie
Numele fluviului în limba cehă este „Labe”, originea etimologică a Elbei, provine din antichitate, fluviul fiind numit Albis de celți, greci și romani, iar de germani Albia. Schimbarea denumirii în Elba s-ar putea datora termenului „elfr” care în limbile vechi nordice înseamnă „fluviu”, chiar și azi scandinavii folosesc nume asemănătoare pentru „fluviu”, de pildă norvegienii folosesc „elv” iar suedezii „älv”.

## Date geografice
Elba, cu lungimea de 1091 km, este situată pe locul opt în Europa, fiind între primele 200 de fluvii de pe glob după lungime. Fluviul curge 364 km pe teritoriul ceh, 727 km pe teritoriul german; el are un bazin de colectare de 148.000 km2 și un debit mediu de 860 m³/s, după debitul de apă ocupând locul trei în Europa, după Rin și Dunăre. Cu toate că pe cursul Elbei sunt nenumărate baraje cu scopul de protecție contra inundațiilor, în ultimul deceniu fluviul a produs prin inundații pe cursul lui mijlociu și inferior pagube materiale imense, cauzate în mare parte din vina omului.
Prima parte a cursului Elbei traversează spre nord Boemia (Cehia), face o curbură largă, traversând orașele germane Dresda, Magdeburg și Hamburg, unde se varsă la  Cuxhaven în Marea Nordului. Până în anul 1990 Elba era fluviul care făcea cea mai lungă graniță naturală, despărțind cele două Germanii. Apa fluviului era contaminată până nu de mult cu reziduuri de metale grele, precum și alte substanțe nocive, lucru care s-a îmbunătățit în ultimul timp. Contaminarea apei cu substanțe organice, în schimb, nu s-a ameliorat, cauza fiind agricultura intensivă care se practică pe valea Elbei, precum și canalul construit pe teritoriul ceh, care îngreunează oxigenarea și autocurățirea naturală a apei. Elba se varsă prin estuar.

## Galerie de imagini

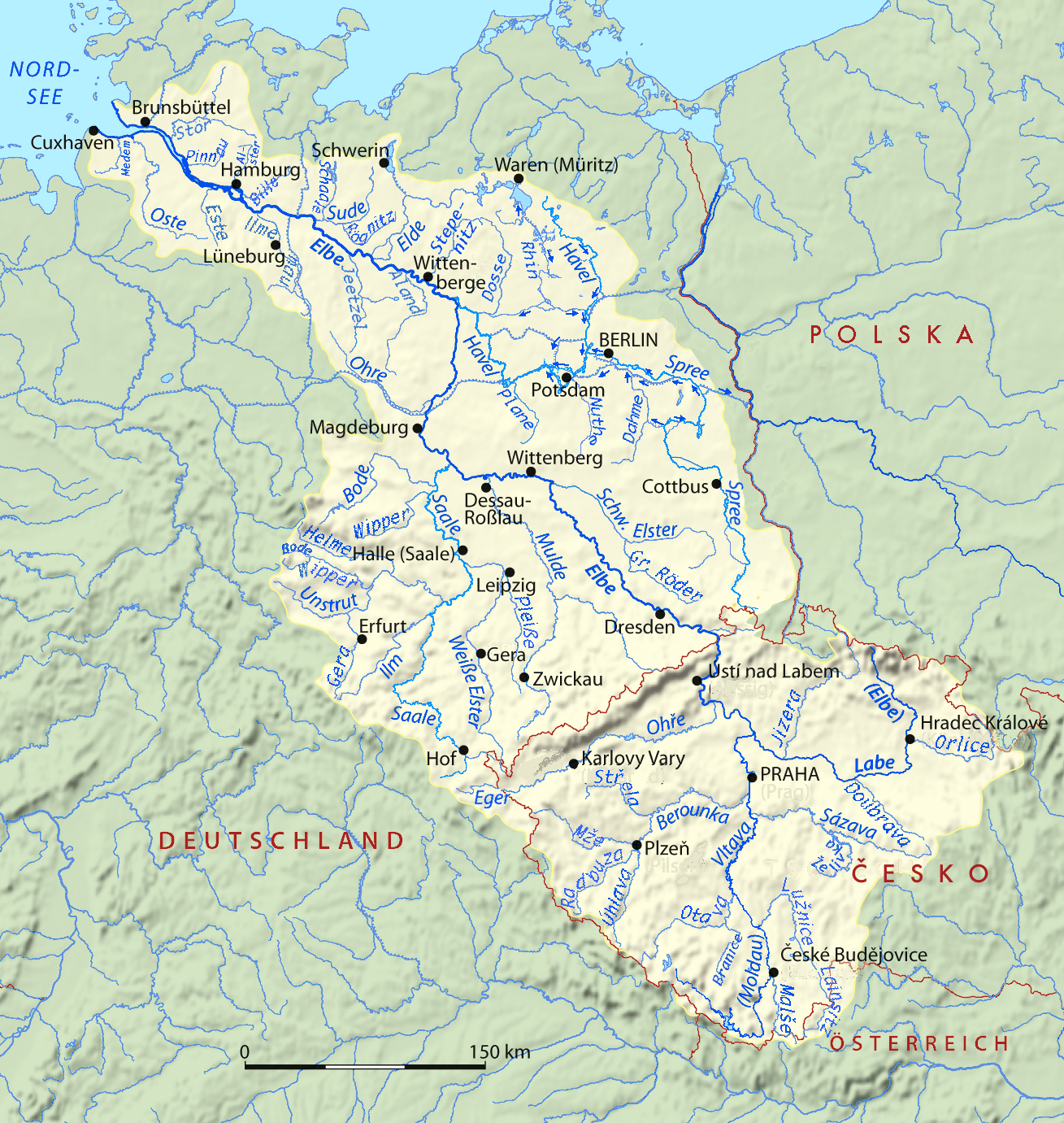
Bazinul de colectare al Elbei

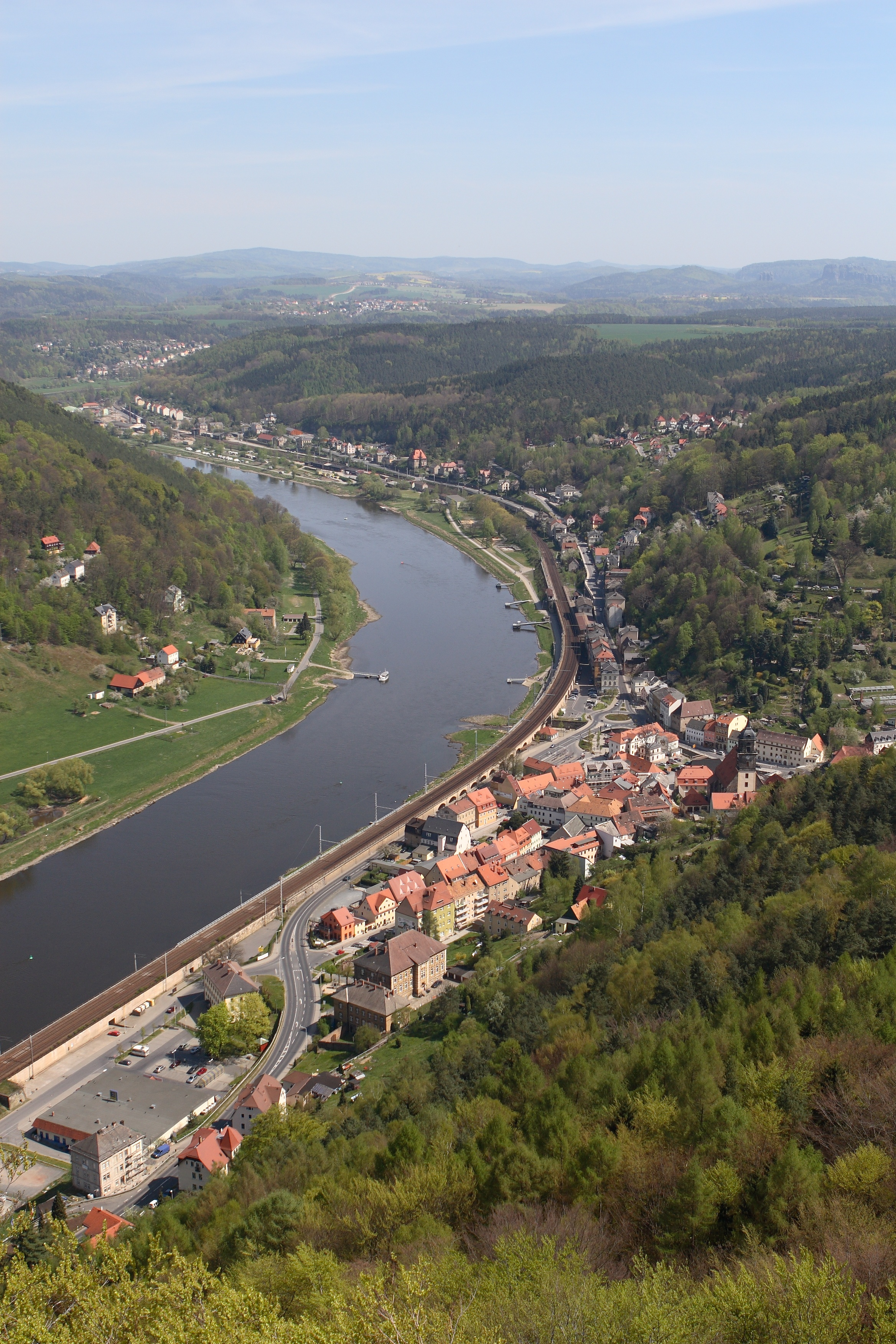
Königstein pe Elba
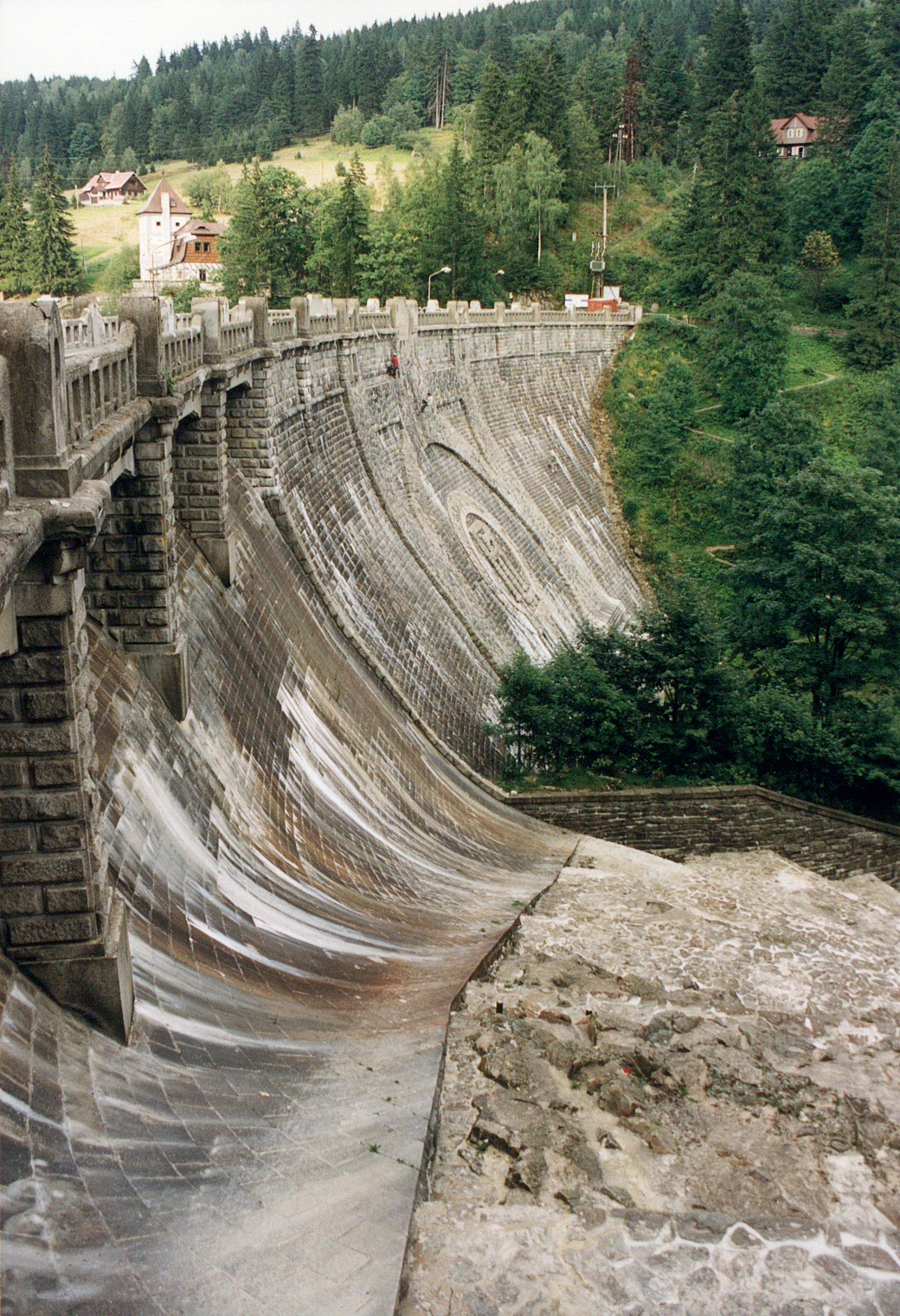
Baraj pe Elba

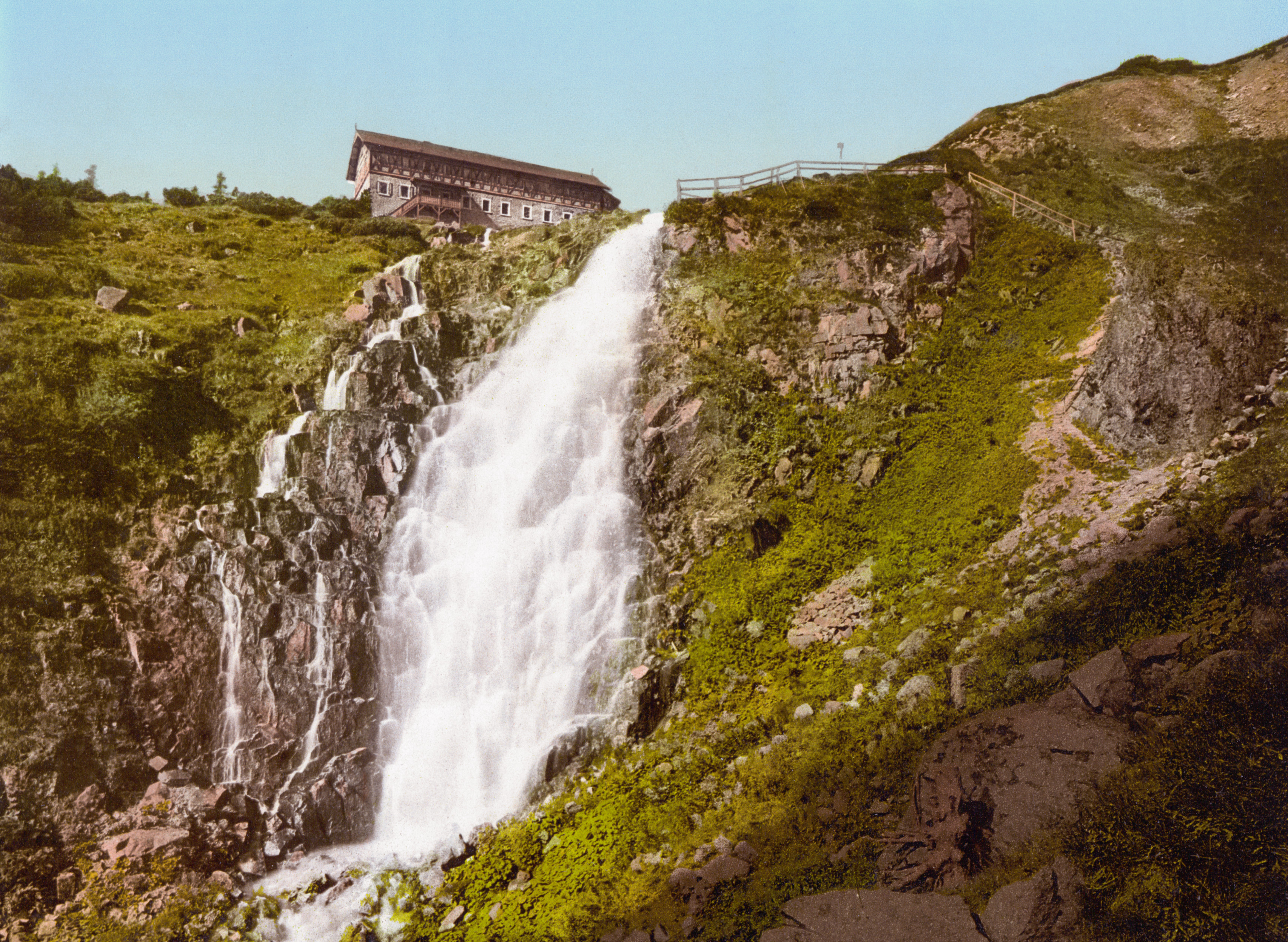
Cădere de apă pe Elba în munții Riesengebirge
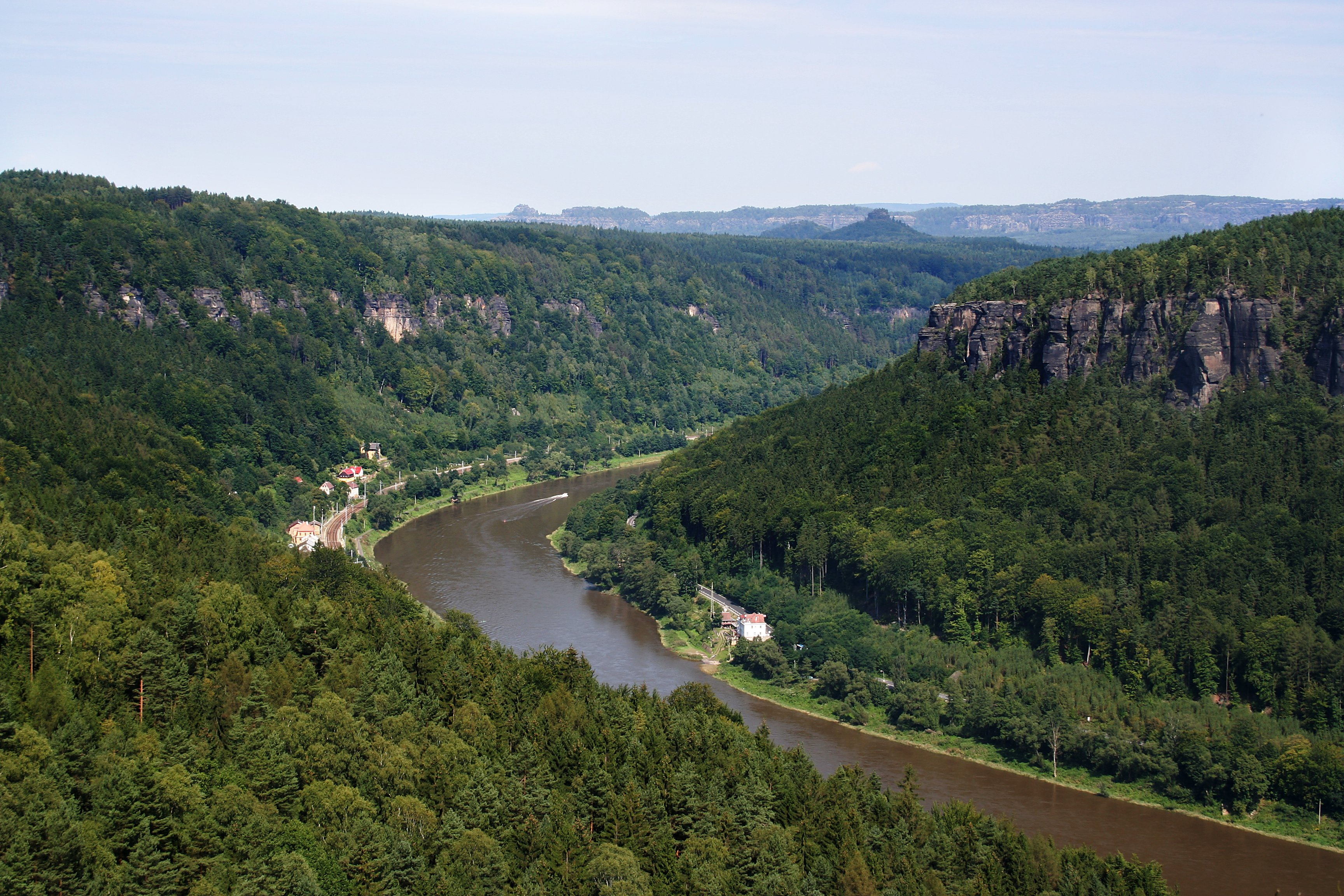
Cursul superior al Elbei între Děčín și Hřensko
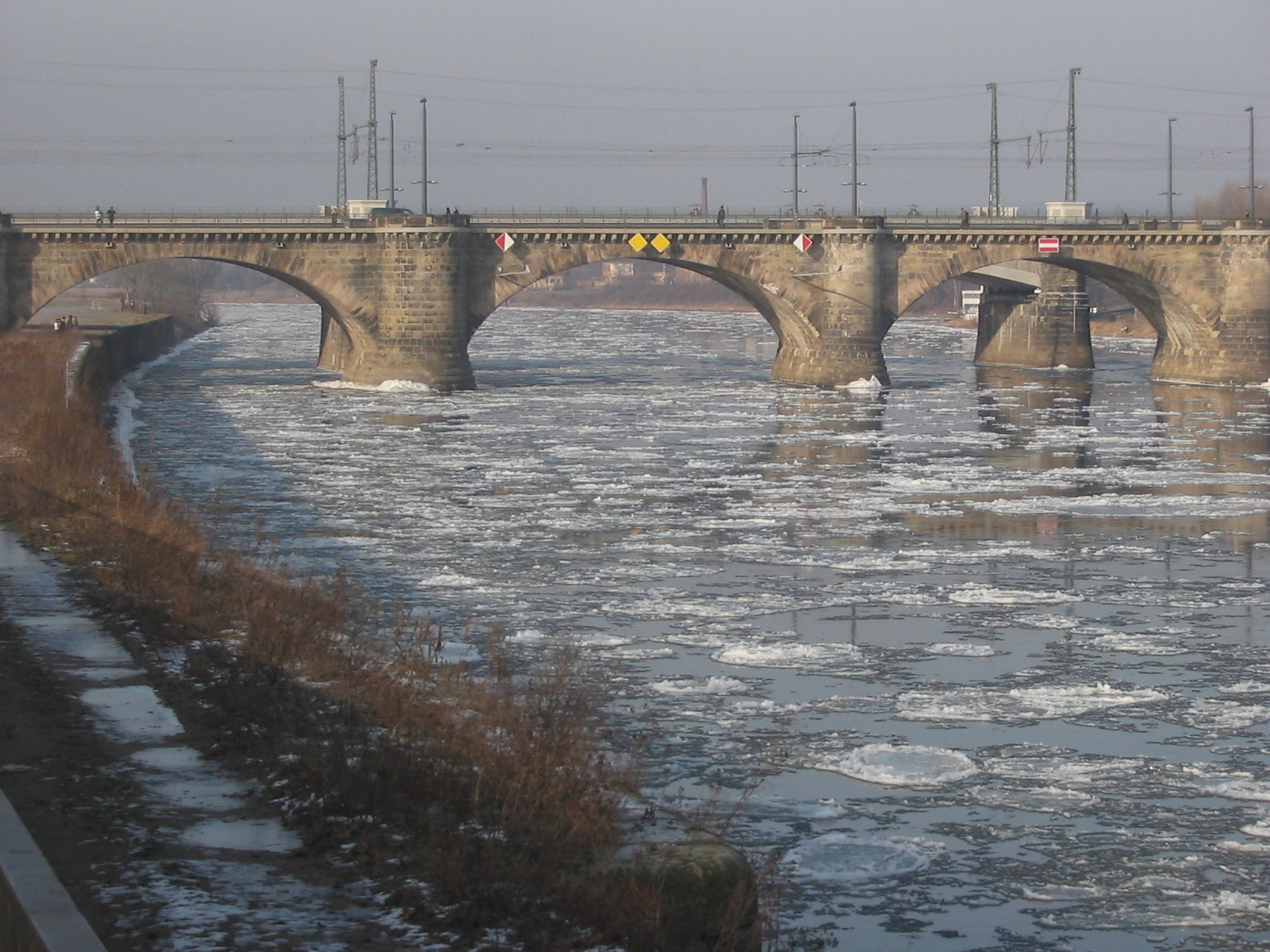
Sloiuri de gheață pe Elba la Dresda
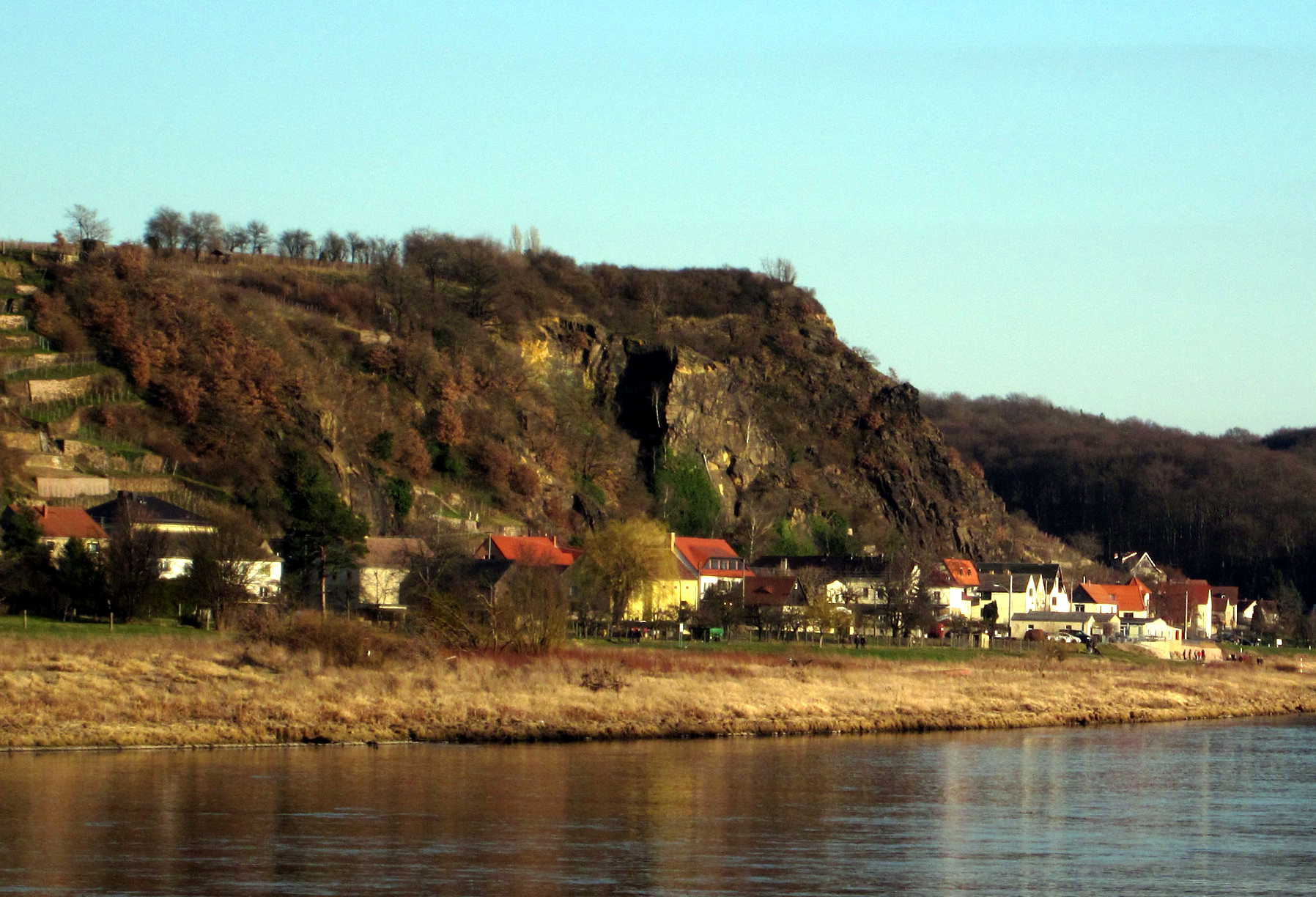
Viticultură și rocă la Meißen
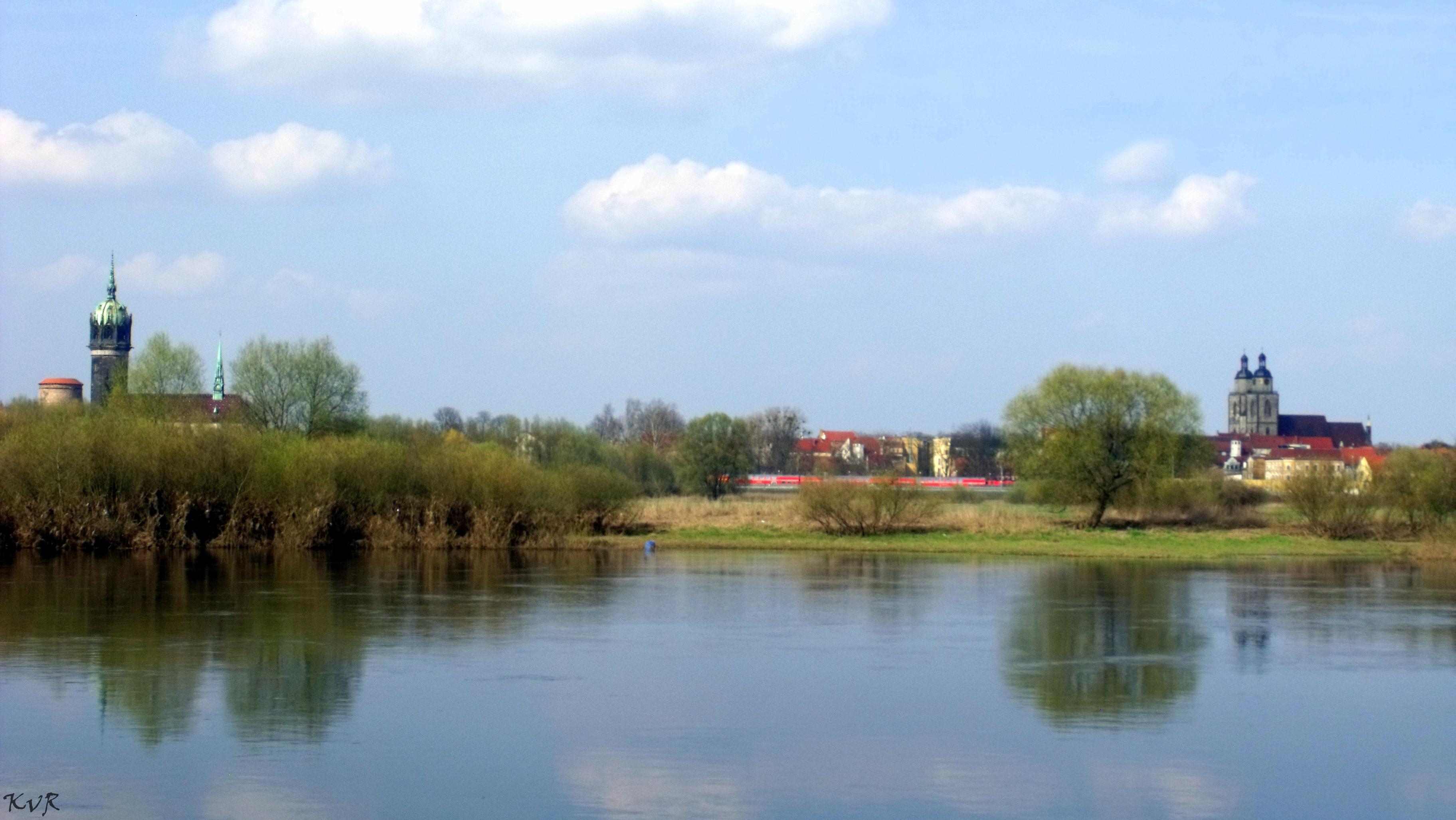
Lutherstadt Wittenberg
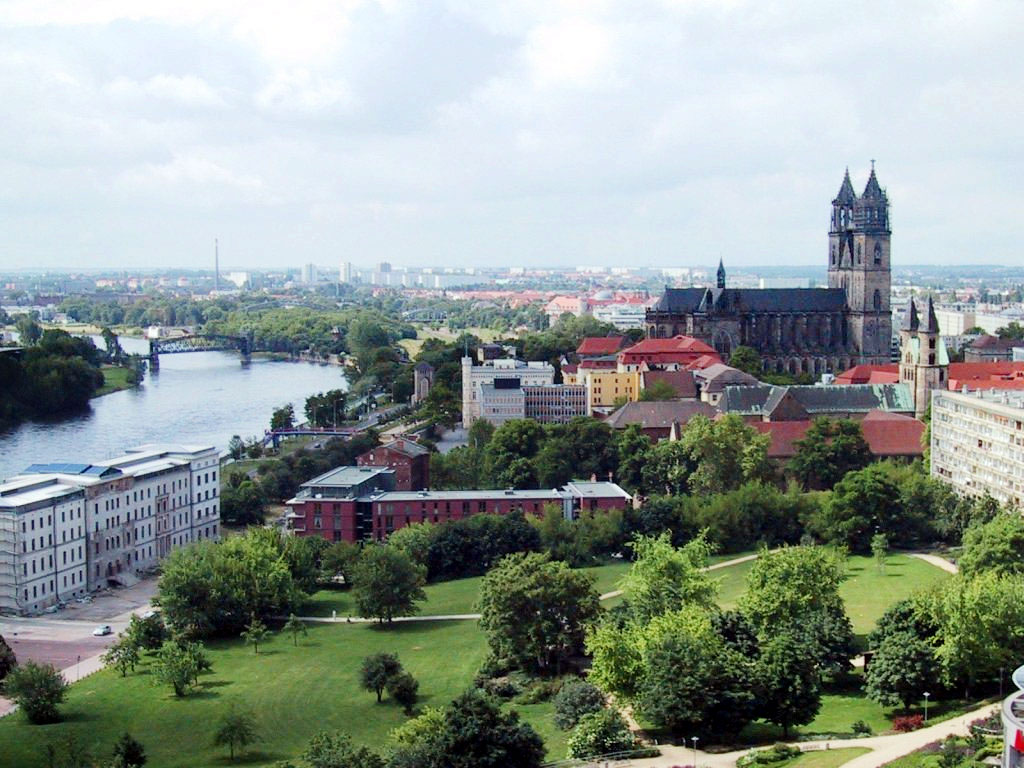
Valea Elbei la Magdeburg
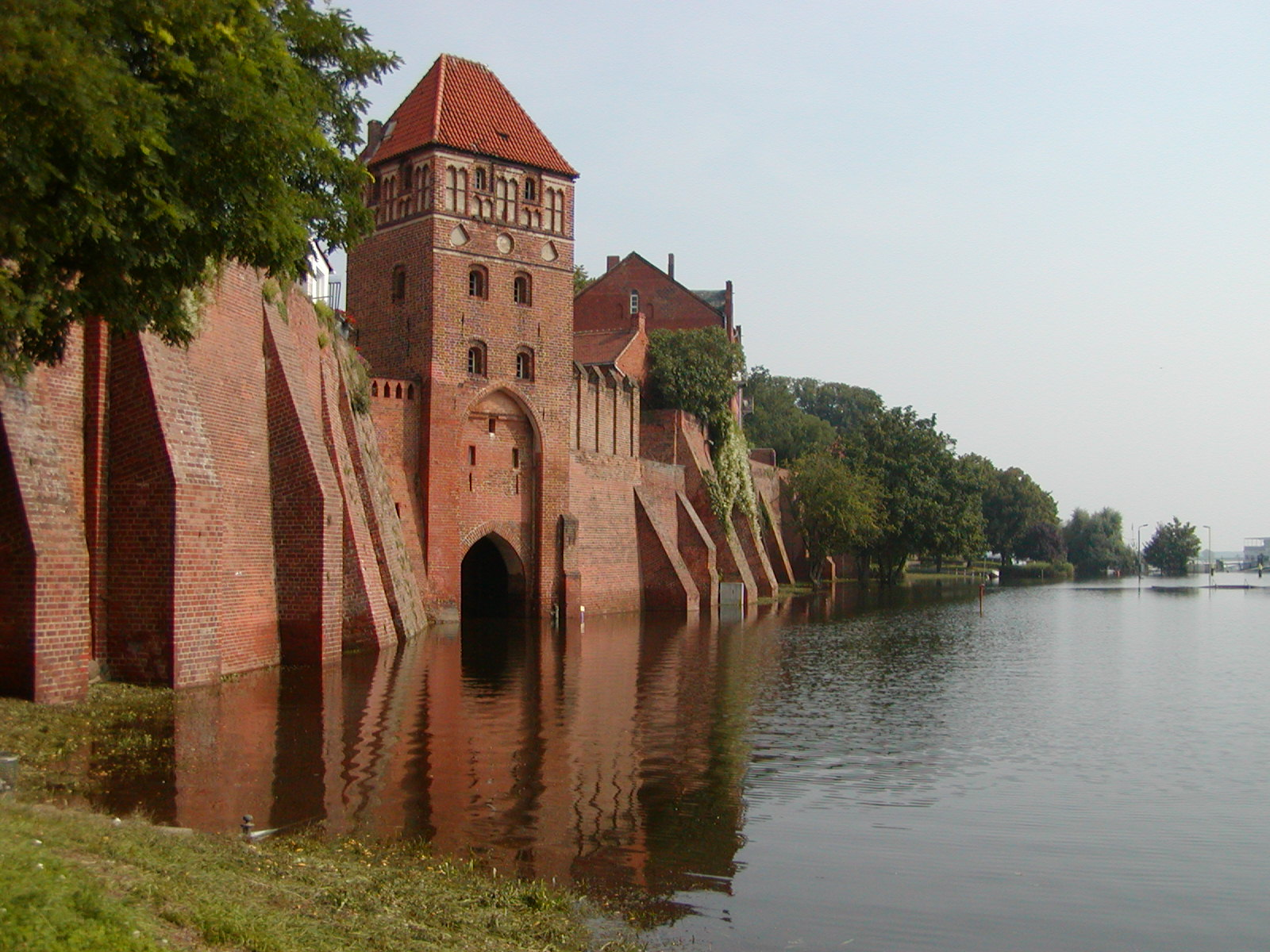
Inundație 2002 in Tangermünde
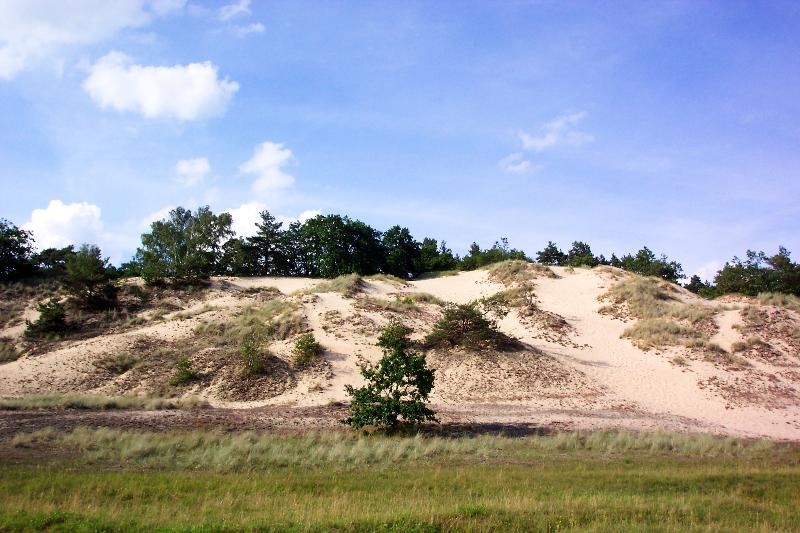
Dune de nisip la Dömitz
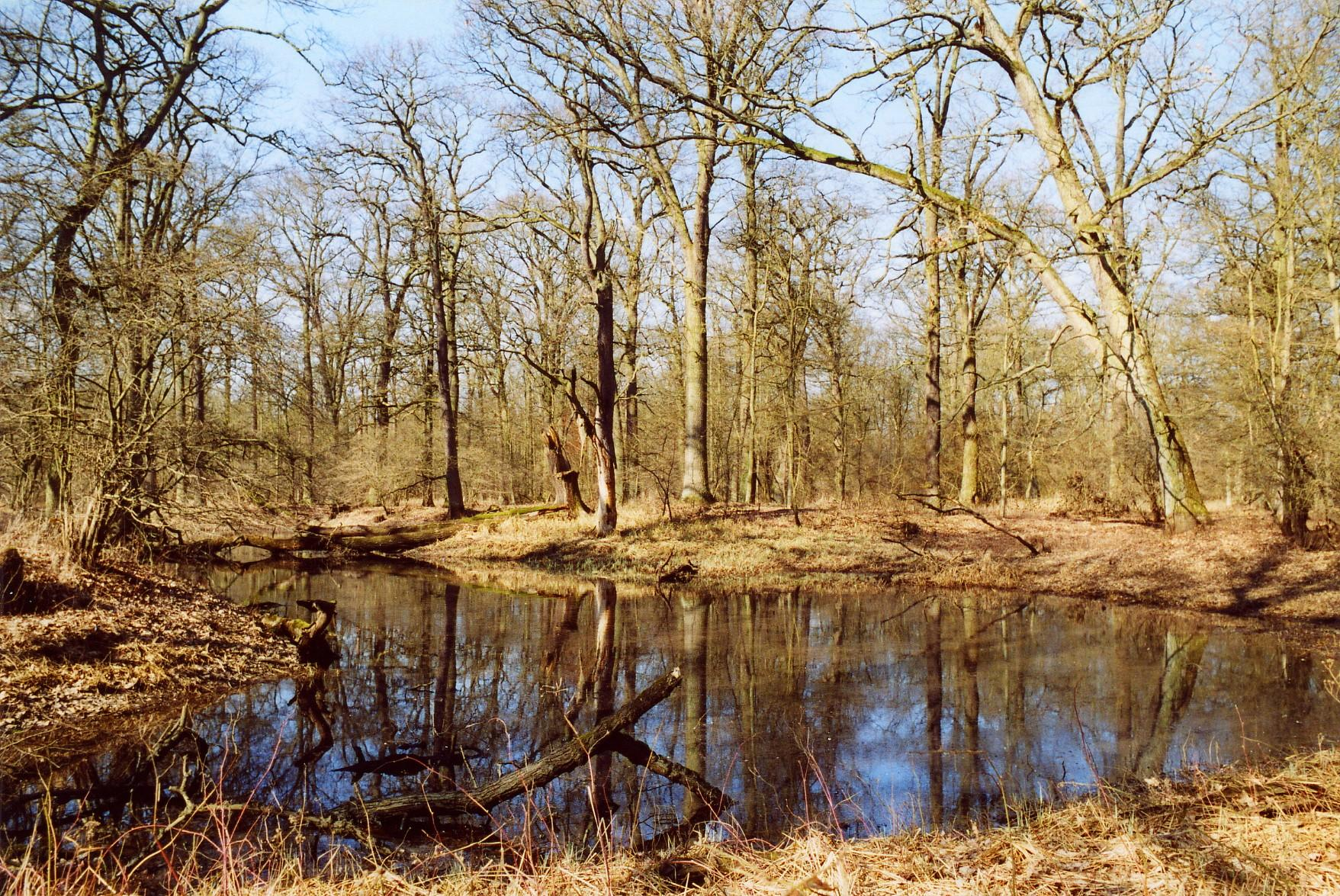
Pădure în Lunca Elbei
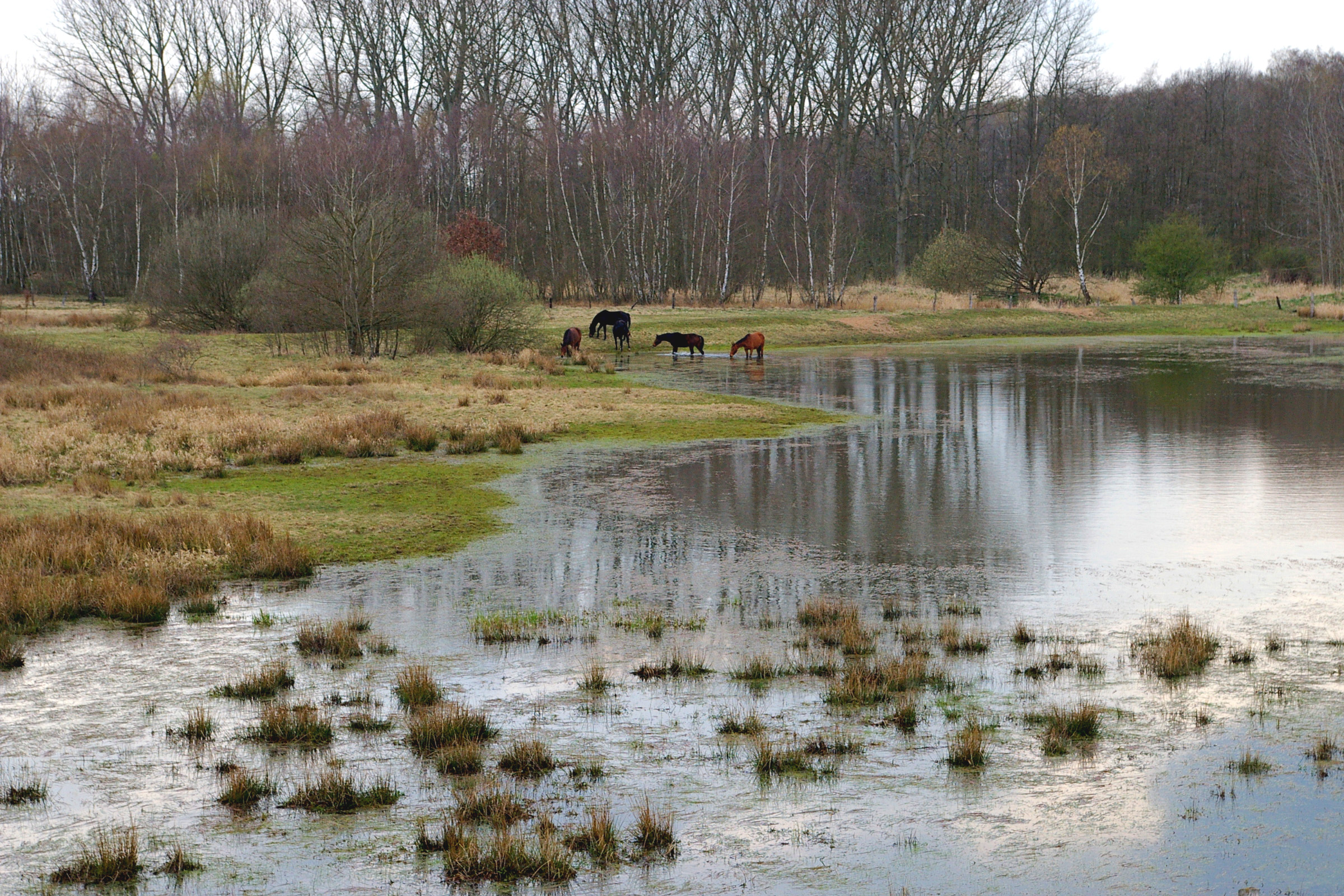
Baltă în districtul Lüchow-Dannenberg
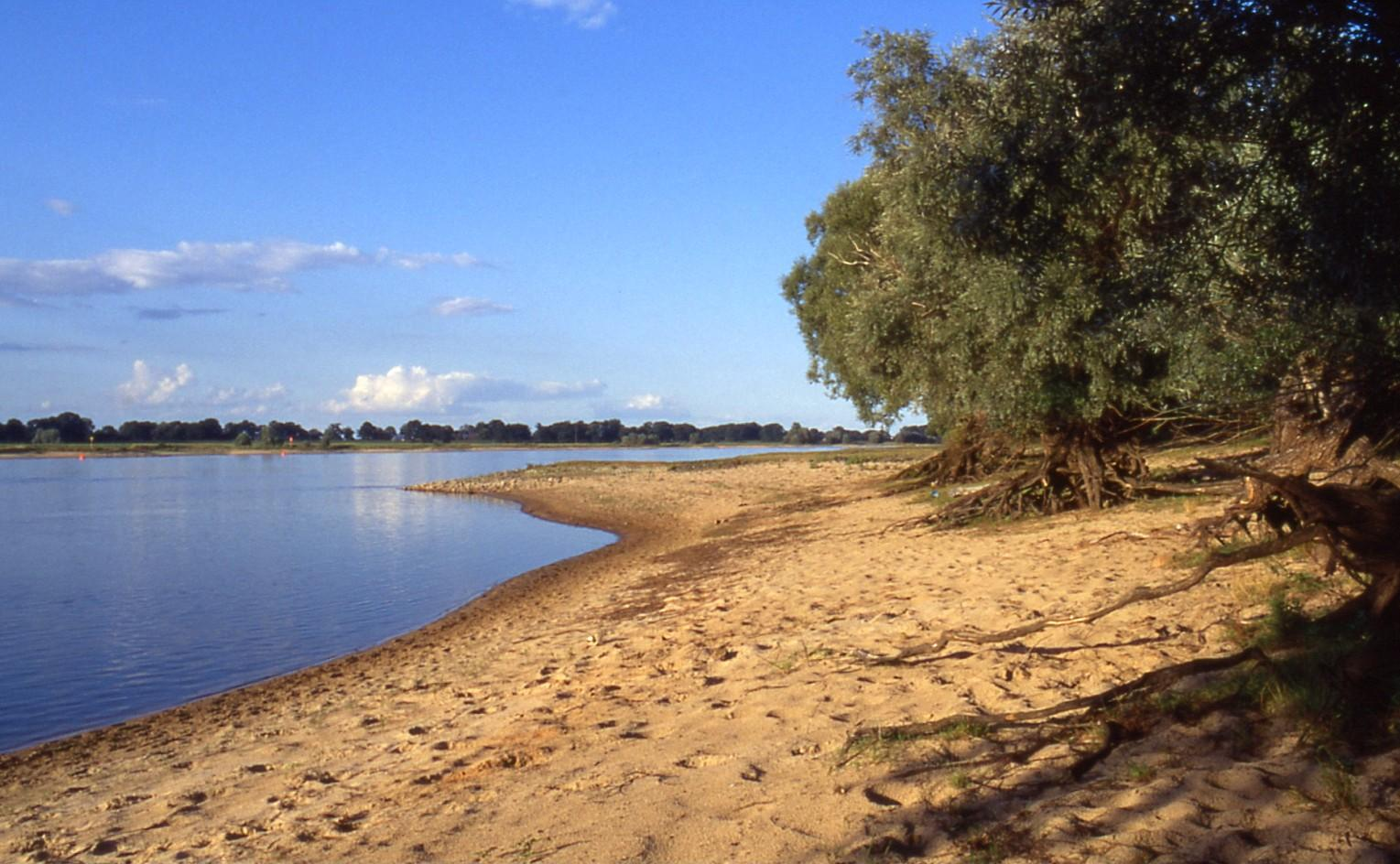
Plaje de nisip pe malul Elbei
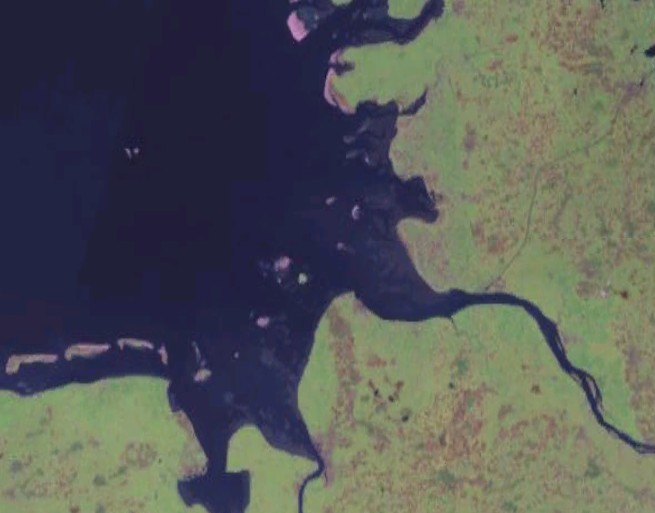
Estuarul Elbei, în Golful Helgoland